# Ladislav Pluhař
Ladislav Pluhař (* 18. Juni 1865 in Žďár nad Sázavou, Mähren; † 7. Mai 1940 in Brno) war ein österreichischer und, ab 1918, tschechoslowakischer Politiker.

## Leben
Pluhař studierte an der Prager Universität Jus, wo er 1889 einen Doktorgrad erwarb. Ab 1897 war er Anwalt in Brünn.
Pluhař beschäftigte sich mit der nationalen Minderheitenpolitik und war 1908 bis 1918 Landtagsabgeordneter des tschechischen Bezirks Brünn. In dieser Funktion war er auch von 1913 bis 1918 Landesbeisitzer und Stellvertreter des Landeshauptmanns. 1918 bis 1920 war er Mitglied der Nationalversammlung und Vorsitzender der Landesverwaltungskommission. 1925, nach der Schwächung der nationaldemokratischen Partei in Mähren verzichtete er auf seine politischen Funktionen.
Zu seinem Lebenswerk gehört unter anderem die Elektrifizierung Mährens.